# Basiliscus
Basiliscus je rod guštera iz porodice Iguanidae. Ovaj rod čine četiri vrste, koje obitavaju u tropskim kišnim šumama Središnje i Južne Amerike, od južnog Meksika do Ekvadora i Venecuele. Nedavno su uvedeni u Floridi.  
To su:
- Bazilisk, Basiliscus basiliscus
- Crvenoglavi bazilisk, Basiliscus galeritus
- Zeleni bazilisk, Basiliscus plumifrons
- Smeđi bazilisk, Basiliscus vittatus.

## Etimologija
Naziv Basiliscus dolazi iz grčkog basilískos (βασιλίσκος), što znači "mali kralj" Specifičan epitet ovom rodu dao je Carl Linné u 10. izdanju knjige Systema Naturae.

## Opis
Bazilisci imaju plave pjegice i žutu šarenicu, u prosjeku su dugi 70-75 centimetara i teški oko 80 grama. Imaju duge grbe, ojačane u tri različite točke (glava, leđa i rep), koje daju dojam stvorenja kao što su Dimetrodon i Spinosaurus.

## Hod po vodi
Bazilisci ponekad hodaju na dvije noge. Imaju jedinstvenu sposobnost hodanja po vodi, pa ih ljudi često nazivaju "Isus Krist gušter" ili "Isus gušter", u odnosu na biblijski odlomak Matej 14, 22-34. Hodajući po vodi, imaju brzinu od 1,5 metra po sekundi, a prije potonuća i plivanja prevale 4,5 metara. Zalisci između prstiju služe im kao oslonac, stvaraju veću površinu i vrećicu zraka. Mogu se također sami održati hodajući po vodi na sve četiri noge. 

## Drugi obrambeni mehanizmi
Kada bazilisci otkriju da su u opasnosti, mogu plivati velikom brzinom koristeći svoje grbe kao kormila. Također mogu se i skrivati u pijesku. Prsten mišića oko obje nosnice onemogućuje ulazak pijeska u nos baziliska.